# Artà
Artà è un comune spagnolo di 7 411 abitanti situato nella comunità autonoma delle Baleari. La città è situata nell'entroterra maiorchino, a 15 chilometri da Cala Rajada, il più vicino luogo turistico sul mare.
I principali luoghi di interesse ad Artà sono: il Museo di Storia Naturale e di Archeologia, la chiesa parrocchiale e, dopo aver percorso più di 200 gradini (partendo dalla Chiesa Parrocchiale) si giunge alla chiesa più antica, situata sulla cima del colle su cui si estende Artà, e da dove si gode una vista mozzafiato del panorama della città e del verde dell'isola. La chiesa è circondata da mura.